# 保罗·肯尼迪 (历史学家)
保罗·邁克爾·肯尼迪（Paul Michael Kennedy，1945年6月17日— ），是生於英国諾森伯蘭郡沃爾森德的历史学家，专长于国际关系。

## 生平
他在牛津大学获得博士学位，1970年到1983年期间在东英吉利亚大学担任历史学教授，后任耶鲁大学教授。他出版了很多关于英国皇家海军、大国争霸、太平洋战争等主题的书籍，其代表作《大国的兴衰》探讨了1500年至今国际舞台上大国兴替的历史。